# Мямми
Мя́мми (фин. Mämmi, швед. Memma) — традиционное финское пасхальное кушанье.

## История
Своими корнями технология приготовления мямми уходит в древнюю Персию, а в Финляндии блюдо начали готовить начиная с XVIII века. Первоначально ареал изготовления мямми охватывал Юго-западную Финляндию, а оттуда распространился во все регионы страны. В старину мямми было очень популярно в Карелии, где большинство блюд изготавливалось в печи.

## Технология приготовления
Готовится мямми из ржаной муки и солода с добавлением соли и сахара. Кашу в течение нескольких часов пекут в печи при низкой температуре. В мямми много белка, волокон и микроэлементов, в частности железа. Это низкокалорийное блюдо (115 ккал в 100 г). Мямми обычно едят холодным, со сливками, сахаром или ванильным кремом.